# Ouverture ou Comment on commence
Pour plus de détails, voir Fiche technique et Distribution.
Ouverture ou Comment on commence (Nyitány) est un film hongrois réalisé par János Vadász, sorti en 1965.

## Synopsis
Sur l'Egmont de Ludwig van Beethoven, l'évolution d'un embryon de poule jusqu'à ce que le poussin brise sa coquille.

## Fiche technique
- Titre : Ouverture ou Comment on commence
- Titre original : Nyitány
- Réalisation : János Vadász
- Scénario : János Vadász
- Photographie : János Vadász
- Montage : Zsuzsa Fazekas
- Société de production : Hungarofilm et Mafilm
- Pays :  Hongrie
- Genre : Documentaire
- Durée : 9 minutes
- Dates de sortie : 
  -  Hongrie : 22 avril 1965

## Distinctions
Le film a reçu la Palme d'or du court métrage et le Grand Prix technique (ex aequo) lors du Festival de Cannes 1966. Il a également été nommé à l'Oscar du meilleur court métrage documentaire.